# Brachirus siamensis
Brachirus siamensis là một loài cá bơntrong họ cá Soleidae. Loài này thường được tìm thấy trên các bờ biển của Thái Lan và Biển Đông.